# Cheilolejeunea montagnei
Cheilolejeunea montagnei là một loài Rêu trong họ Lejeuneaceae. Loài này được (Gottsche ex Mont.) R.M. Schust. mô tả khoa học đầu tiên năm 1963.